# らでぃっしゅぼーや
らでぃっしゅぼーやは、オイシックス・ラ・大地株式会社による有機・低農薬野菜、無添加食品などのサービスブランド。本稿では、2018年9月までの運営会社であったらでぃっしゅぼーや株式会社（英: Radishbo-ya Co., Ltd.）についても記述する。

## 概要
有機・低農薬野菜、無添加食品、環境にやさしい日用品等の会員制戸別宅配ネットワーク。会員数約190,000世帯。1988年創業以来、安心・安全でおいしい商品を追求し、独自の厳しい環境保全型生産基準「ＲＡＤＩＸ」（商品取扱基準）に基づいた商品のみを提供。安全で環境にやさしい商品を選ぶという、持続可能なライフスタイルを提案し続けている。
大量生産・消費・廃棄の社会に対しフリーマーケット開催等の代案提示を行い持続可能な社会の構築を目指した市民団体「日本リサイクル運動市民の会」が行っていた有機・低農薬野菜の宅配事業である「らでぃっしゅぼーや」がそもそもの原点であり、「らでぃっしゅぼーや」を専門に行う企業として1988年（昭和63年）5月に設立された環ネットワーク株式会社がその前身となる。
その後、2000年（平成12年）1月にキューサイの傘下に入り、（旧）らでぃっしゅぼーや株式会社へと商号を変更。2006年（平成18年）3月、キューサイおよびキューサイの創業者一族が保有していた（旧）らでぃっしゅぼーや株式をジャフコが買収し、2006年（平成18年）9月にジャフコが受け皿会社として用意していたジャフコ・らでぃっしゅMBO（1993年（平成5年）5月設立、設立時の法人商号は有限会社メロンエアクラフト）を存続会社として合併、（新）らでぃっしゅぼーや株式会社が発足している。また、2008年（平成20年）12月にJASDAQ市場へ上場したが、NTTドコモ（以下、ドコモ）による完全子会社化に伴い2012年（平成24年）7月27日をもって上場を廃止。2018年（平成30年）2月にドコモが保有するらでぃっしゅぼーや株式をオイシックスドット大地（現 オイシックス・ラ・大地）が買収し、同社のグループ企業となる。2018年（平成30年）10月にオイシックス・ラ・大地と経営統合。株式会社としては消滅会社となったが、サービスブランド「らでぃっしゅぼーや」として運営は継続している。
社名
「らでぃっしゅ（ラディッシュ）」は二十日大根のこと。荒地でもよく育つ強い生命力を持った野菜である。その語源は、物事の根源を意味するラテン語「Radix（ラディックス）」。そして「ぼーや」は子どもたち。次の世代を意味する。らでぃっしゅぼーやの社名には、物事の根源である「いのち」を次世代によりよく伝えていきたいという願いが込められている。

## 沿革

### 旧法人
- 1977年（昭和52年）母体となる市民団体「関西リサイクル運動市民の会」が発足
- 1988年（昭和63年）5月17日 - 東京都中央区で環ネットワーク株式会社が設立。無農薬・低農薬野菜の会員制宅配事業を開始。
- 1989年（平成元年）9月 - 平飼い養鶏卵「有機自然卵」販売開始。
- 1990年（平成2年）2月 - フィリピン・ネグロス島よりフェアトレードによる「バランゴン・バナナ」の輸入販売開始。
- 1990年（平成2年）9月 - 「エコロジー放牧豚」販売開始。
- 1992年（平成4年）11月 - 「たんかく牛」販売開始。
- 1993年（平成5年）4月 - エコペーパー「非木材紙」製品の販売開始。
- 1994年（平成6年）10月 - 「環境保全型無投薬ハマチ」養殖に成功。
- 1996年（平成8年）12月 - オーガニックスーパーマーケット「MOTHER'S」開店（※店舗運営は1998年まで）。
- 1999年（平成11年）11月 - 「オーガニックチキン」販売開始。
- 2000年（平成12年）
  - 1月 - 株式譲渡により、キューサイの連結対象子会社となる。
  - 8月 - 環ネットワーク株式会社から、らでぃっしゅぼーや株式会社へ商号を変更。
- 2001年（平成13年）
  - 2月 - 「風の谷のビール」日本初の有機認証を取得。
  - 7月 - 家庭の生ゴミを資源化する循環システム「エコキッチン倶楽部」開始。
- 2004年（平成16年）
  - 1月 - 伝統野菜「いと愛（め）づらし名菜百選」販売開始。
  - 11月 -「オーガニック豚」販売開始。
  - 日付不明 - 「牛肉トレーサビリティシステム」運用開始。
- 2005年（平成17年）
  - 日付不明 - 国産として販売していたウナギの蒲焼を調べたところ台湾産であることが判明し、合成抗菌剤エンロフロキサシンが検出される[3]。
  - 4月 - 資源循環型食器「Re-食器」販売と食器リサイクル開始。
  - 5月 - 「非遺伝子組み換え飼料養殖真鯛」の販売開始。
- 2006年（平成18年）
  - 1月 - 資源循環型飲料容器「カートカン」を原料としたトイレットペーパー発売。
  - 3月 - 株式譲渡により、キューサイ系列を離れて、株式会社ジャフコ・エスアイジーNo.7の子会社となる。
  - 7月 - 低トランス脂肪酸マーガリン販売開始。
  - 9月1日 - ジャフコ・らでぃっしゅMBO株式会社（新・らでぃっしゅぼーや株式会社）に吸収合併され、解散。

### 新法人
- 1992年（平成4年）5月11日 - 有限会社メロンエアクラフトとして設立。
- 2004年（平成16年）
  - 9月15日 - 有限会社ジャフコ・エスアイジーNo.7に商号変更。
  - 9月17日 - 株式会社ジャフコ・エスアイジーNo.7に組織変更。
- 2006年（平成18年）
  - 3月3日 - MBOを目的として株式会社ジャフコ・エスアイジーNo.7が、キューサイなどの株主から株式を取得し、らでぃっしゅぼーやを子会社化。
  - 3月31日 - 株式会社ジャフコ・エスアイジーNo.7から、ジャフコ・らでぃっしゅMBO株式会社に商号変更。
  - 9月1日 - ジャフコ・らでぃっしゅMBO株式会社が、（旧）らでぃっしゅぼーや株式会社を吸収合併して、同時に（新）らでぃっしゅぼーや株式会社に商号変更。
- 2007年（平成19年）
  - 6月 - 養殖から製造まで一貫生産された無投薬うなぎを発売。
  - 7月 - 無添加食品のオンラインショッピングサイト『PICODELI』を開設（運営は2009年まで）。
  - 12月 - ドトール・日レスホールディングス系列の日本レストランシステム株式会社と業務資本提携契約を締結。
- 2008年（平成20年）
  - 5月 - カーボンオフセットを導入。
  - 5月 - Climate & Children Supportersの取組を開始。
  - 12月9日 - JASDAQ市場へ上場。
- 2010年（平成22年）
  - 2月 - 有機・低農薬野菜や無添加食品、環境にやさしい日用品等のネットストア『 eらでぃっしゅ 』事業開始（2011年に開設した『らでぃっしゅローソンスーパーマーケット』に統合）。
  - 6月 - 手頃な価格帯の商品シリーズ『シンプルライン』販売開始。
  - 9月 - 福岡県糟屋郡に九州センター開設（運営は2014年まで）。
- 2011年（平成23年）
  - 10月 - 株式会社ローソンと全国配送のネットスーパー『らでぃっしゅローソンスーパーマーケット』開設（現在はらでぃっしゅぼーやのサービスに統合）。
  - 12月 - こどもが主役の街「キッザニア東京」に『野菜マルシェ』出店（出店は2014年まで）。
- 2012年（平成24年）
  - 1月30日 - ドコモ・ローソンとの資本・業務提携、および、ドコモのTOBによるらでぃっしゅぼーやの子会社化を発表[4]。
  - 3月13日 - ドコモが75.74%の株式を取得[5]。
  - 6月 - 宮城県仙台市に東北センター開設。
  - 7月 - 長崎県南島原市に直営農場「らでぃっしゅファームながさき」を開設。
  - 7月27日 - 上場廃止[6]。
  - 8月1日 - ドコモの完全子会社となる[6]。
  - 10月 - 本社を東京都新宿区西新宿に移転。
  - 12月 - ドコモとローソンとの資本・業務提携によりドコモが保有する株式の10%をローソンに譲渡[7]。
  - 12月12日 - ローソンとの合弁会社である、らでぃっしゅローソンスーパーマーケットを吸収合併[7]。
- 2013年（平成25年）
  - 3月 - 神奈川センターを神奈川県座間市に移転。
  - 4月 - 風土・環境・技術を活かした『チカラある野菜』シリーズの販売を開始。
  - 11月 - 野菜・加工食品等のセット商品『らでぃっしゅクラブ』の定期販売を開始。
- 2014年（平成26年）
  - 6月 - ドコモショップにて頒布会商品『らでぃっしゅセレクション』の取扱を開始。
  - 6月 - 時短調理商品『私が仕上げる10分キット』シリーズの販売を開始。
  - 7月 - 保育園施設に食材の卸を開始。
- 2015年（平成27年）
  - 3月 - 株式会社ABC Cooking Studioに食材の卸を開始。
  - 7月 - 介護施設に食材の卸を開始。
  - 8月 - 中国で事業展開している企業に対し、物流・倉庫業務を受託。
  - 10月 - 首都圏センターを東京都板橋区高島平に移転。
  - 10月 - 香港のECサイトにて野菜・果物セットの販売開始。
  - 12月 - 遺伝子検査会社と商品開発や販売の協業合意。
- 2016年（平成28年）
  - 1月 - 品種違い野菜・果物の頒布会『制覇』シリーズ販売開始（『かんきつ制覇』より）。
  - 9月 - らでぃっしゅぼーや監修農場体験アプリ『ハローキティファーム』配信開始。
- 2017年（平成29年）
  - 2月 - スーパー『ライフ』にて「らでぃっしゅぼーや野菜・果物販売コーナー」常設（首都圏一部店舗）。
  - 2月 - 保育園施設へ管理栄養士による献立提供・栄養相談を開始。
  - 6月 - 健康と美味しさを追求した商品ブランド『Rigato（リガト）』シリーズの販売を開始。
- 2018年（平成30年）
  - 1月30日 - ドコモが保有する、らでぃっしゅぼーやの全株式をオイシックスドット大地が取得し、子会社化を発表。
  - 2月28日 - オイシックスドット大地（現・オイシックス・ラ・大地）が100％の株式を取得。
  - 10月 - 7月に商号変更されるオイシックス・ラ・大地株式会社へ吸収合併され、らでぃっしゅぼーやは消滅会社となった[8][9]

## 受賞履歴
- 1992年（平成4年）6月 - 「リサイクル推進功労者」として環境庁長官賞受賞。
- 1994年（平成6年）11月 - 日本能率協会JMAマーケティング優秀賞受賞。
- 2006年（平成18年）
  - 6月 - 「Re-食器」三重県日本環境経営大賞「環境価値創造パール大賞」受賞。
  - 10月 - 有機・低農薬野菜セット「ぱれっと」が食品流通デザインで日本初「2006年度グッドデザイン賞（新領域デザイン部門）」受賞
- 2007年（平成19年）10月 - 消費者参加型家庭生ゴミ循環システム「エコキッチン倶楽部」が「2007年度グッドデザイン賞（新領域デザイン部門）」受賞
- 2008年（平成20年）10月 - 伝統野菜や珍しい野菜セット「いと愛（め）づらし名菜百選」が「2008年度グッドデザイン賞（産業領域）」を受賞
- 2009年（平成21年）
  - 10月 - グリーン購入ネットワーク主催「第11回グリーン購入大賞」の「食に関するグリーン購入の取組み推進」テーマで大賞受賞
  - 10月 - 食育プログラム「こども赤かぶ塾」が「2009年度グッドデザイン賞（ネットワーク領域）」受賞
- 2010年（平成22年）1月 - 食料自給率向上に寄与する事業者として、農林水産省FOOD ACTION NIPPONアワ2009（製造・流通・システム部門）優秀賞を受賞
- 2012年（平成24年）7月 - 食育プログラム「こども赤かぶ塾」がキッズデザイン協議会主催2012年キッズデザイン賞（子どもの未来デザイン リテラシー部門）を受賞
- 2014年（平成26年）1月 - 有機・低農薬野菜のおまかせセット「ぱれっと」が国内の食糧自給率の向上に貢献しているとして、農水省FOOD ACTION NIPPONアワード2014流通部門優秀賞を受賞

## テレビ番組
- 日経スペシャル カンブリア宮殿 こだわり野菜をもっとニッポンの食卓へ！ ～進化し続ける野菜宅配ビジネス～（2016年7月14日、テレビ東京）[10]

## 書籍

### 関連書籍
- 『毎日の食べ物がこわい！「危ない食品」から家族を守る話 らでぃっしゅぼーやのチャレンジ有機野菜の宅配』（著者:山田泰造）（1995年5月19日、中経出版）ISBN 9784806108290
- 『企業の知恵で農業革新に挑む！ 農協・減反・農地法を解体して新ビジネス創造』（著者:山下一仁）（2010年2月12日、ダイヤモンド社）ISBN 9784478012833
- 『らでぃっしゅのおだいどこ らでぃっしゅぼーやの野菜料理レシピ』（著者:らでぃっしゅぼーや）（2010年10月29日、竹書房）ISBN 9784812443415